# Pelidnota incerta
Pelidnota incerta är en skalbaggsart som beskrevs av Soula 2006. Pelidnota incerta ingår i släktet Pelidnota och familjen Rutelidae. Inga underarter finns listade i Catalogue of Life.